# Фортуна Фіцрой, герцогиня Графтонська
Енн Форчун Фіцрой (англ. Ann Fortune FitzRoy) герцогиня-вдова Ґрафтонська (до шлюбу Сміт, 24 лютого 1920 — 3 грудня 2021) — британська аристократка, господиня мантій королеви Єлизавети II з 1967 року, мирова суддя. Вдова Г'ю Фіцроя, 11-го герцога Ґрафтона і бабуся Генрі Фіцроя, 12-го герцога Ґрафтона.

## Раннє життя
Енн Форчун Сміт народилася в сім'ї капітана Евана Кадоган Еріка Сміта з Ешфолда в Сассексі і Беатріс Вільямс. Її молодший брат, сер Джон Сміт, був фінансистом в сімейному банківському бізнесі (раніше називався Smith's Bank of Nottingham, пізніше Національним провінційним банком, а потім частиною Національного Вестмістерского банку), членом парламенту від консерваторів і засновником Landmark Trust. Ще один молодший брат Джеремі Фокс Ерік Сміт (нар. 1928).

## Шлюб і діти
12 жовтня 1946 вона одружилася з тодішнім графом Юстоном, пізніше 11-м герцогом Ґрафтоном, в церкві Святої Марії в Слоґемі. Пара вперше зустрілася на балу в Юстон-Голлі. У них було п'ятеро дітей:
- Джеймс Олівер Чарльз Фіцрой, граф Юстон (13 грудня 1947 - 1 жовтня 2009).[5] Він одружився з леді Клер Амабель Маргарет Керр і мав нащадків, в тому числі Генрі Фіцроя, 12-й герцога Графтона.
- Леді Генрієтта Форчун Дорін Фіцрой (нар. 14 вересня 1949). У 1979 році одружилася з Едвардом Джеральдом Патриком Сент-Джорджем (1928-2004).[6]
- Леді Вірджинія Мері Елізабет Фіцрой (нар. 10 квітня 1954). Хресна дочка королеви Єлизавети II[7]. Одружилася з лордом Ральфом Вільямом Френсісом Джозефом Керром (1957 р.н.), другим сином Пітера Керра, 12-го маркіза Лотіана, 6 вересня 1980 року; вони розлучилися в 1987 році. Вдруге побралася з Роджером Бабінгтон Гіллі в 1995 році.
- Лорд Чарльз Патрік Г'ю Фіцрой (нар. 7 січня 1957 року).
- Леді Олівія Роуз Мілдред Фіцрой (нар. 1 серпня 1963 року).

У 1970 році Г'ю Фіцрой, граф Юстон, змінив свого батька після його смерті як 11-й герцог Графтон, після чого Енн Фіцрой стала відома як герцогиня Ґрафтонська. 
У квітні 2011 року герцогиня Ґрафтон овдовіла. Герцогом став їх онук, Генрі Фіцрой, віконт Іпсвіч, так як їх старший син помер в 2009 році.
Їй виповнилося 100 років в лютому 2020 року.

## Королівська служба
Енн Фіцрой була господинею спочивальні королеви Єлизавети II з 1953 по 1966 роки, а потім господинею мантій з 1967 року. Була нагороджена Королівським Вікторіанським орденом (командор) на Новорічних святах 1965 року народження, пізніше підвищена до Дами-Командора на Новорічних святах 1970 року і Великого Хреста Дами в День Народження королеви 1980 року.
З 1972 по 1990 рік вона працювала мировою суддею в Західному Сассексі.

## Нагороди
- Королівський Вікторіанський орден :
  - 1 січня 1965: Командор Королівського Вікторіанського ордена
  - 1 січня 1970: Додати Дама-командор Королівського Вікторіанського ордена
  - 13 червня 1980 року: Дама Великого Хреста Королівського Вікторіанського ордена
- 1953: Коронаційна медаль Єлизавети II
- 1977: Медаль Срібного ювілею королеви Єлизавети II
- 2002: Додати Медаль Золотого ювілею королеви Єлизавети II